# 2017년 예루살렘 트럭 테러
2017년 1월 8일 이스라엘 예루살렘의 한 군사 기지에 차량 폭탄 테러가 발생하였다. 이 테러로 용의자 1명을 포함하여 5명이 사망하였으며, 17명이 부상당했다. 사망자 4명은 전부 군인이었다.